# Miturgiella vulgaris
Genre
Espèce
Miturgiella vulgaris, unique représentant du genre Miturgiella, est une espèce d'araignées aranéomorphes de la famille des Miturgidae.

## Distribution
Cette espèce est endémique d'Australie. Elle se rencontre au Queensland, en Nouvelle-Galles du Sud et au Victoria.

## Description
Le mâle holotype mesure 6,6 mm et la femelle paratype 6,7 mm.

## Systématique et taxinomie
Cette espèce a été décrite par Raven en 2023.
Ce genre a été décrit par Raven en 2023 dans les Miturgidae.

## Publication originale
- Raven, Hebron & Williams, 2023 : « Revisions of Australian ground-hunting spiders VI: five new stripe-less miturgid genera and 48 new species (Miturgidae: Miturginae). » Zootaxa, no 5358(1), p. 1-117.